# 欧班圣瓦斯特
欧班圣瓦斯特（法語：Aubin-Saint-Vaast）是法国北部-加来海峡大区加来海峡省的一个市镇，属于蒙特勒伊区埃丹县。该市镇2009年时的人口为759人。

## 人口
欧班圣瓦斯特人口变化图示
| 数据来源：INSEE |